# 切特采尼鄉

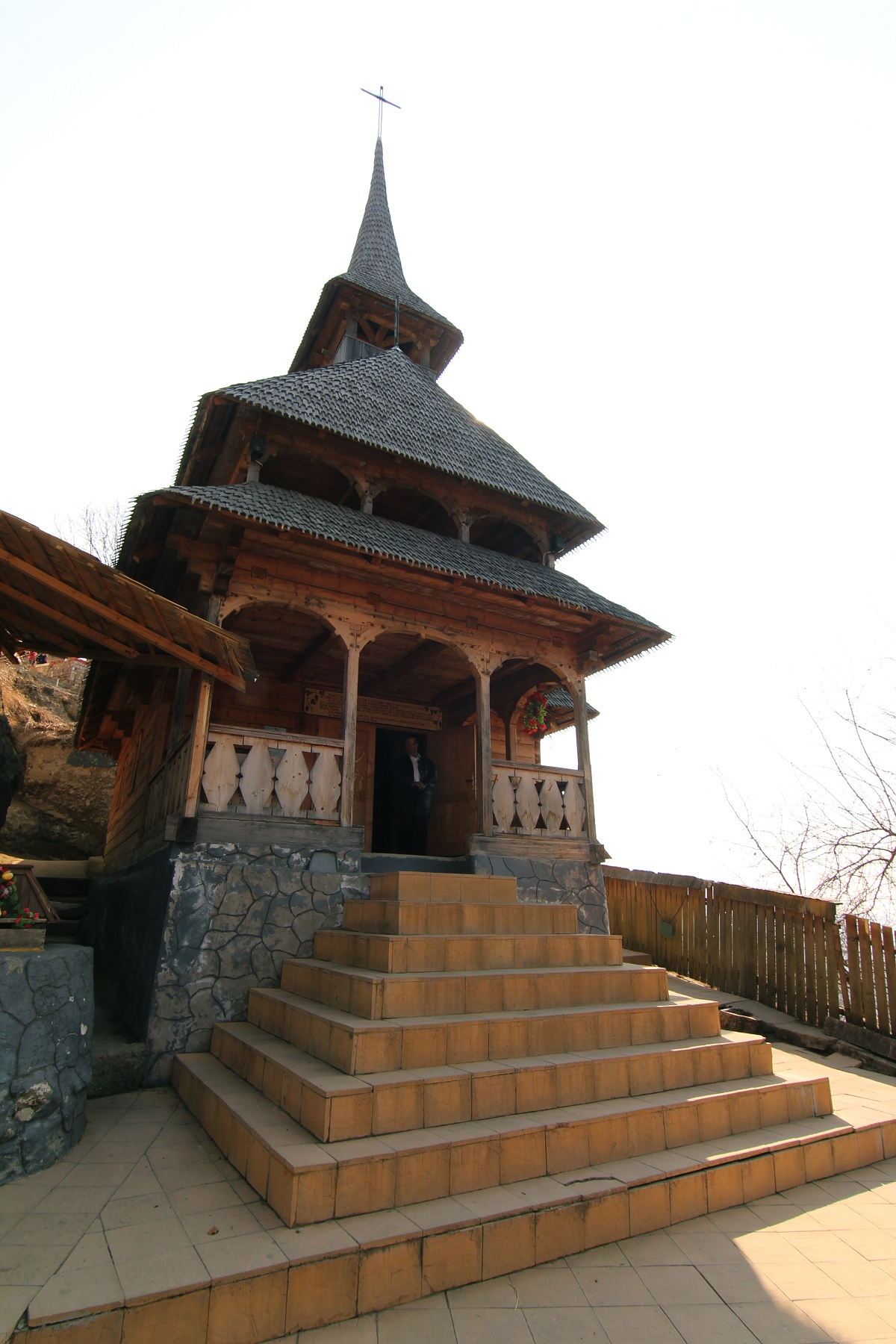
切特采尼鄉

45°12′N 25°11′E / 45.200°N 25.183°E
切特采尼鄉（羅馬尼亞語：Comuna Cetățeni, Argeș），是羅馬尼亞的鄉份，位於該國中南部，由阿爾傑什縣負責管轄，面積106平方公里，海拔高度496米，2009年人口3,090，人口密度每平方公里29人。